# Кордильера (провинция)
Провинция Кордильера  (исп. Provincia de Cordillera) — провинция в Чили в составе Столичной области.
Включает в себя 3 коммуны.
Территория — 5506,9 км². Численность населения — 612 816 жителей (2017). Плотность населения — 111,28 чел./км².
Административный центр — Пуэнте-Альто.

## География
Провинция расположена на востоке Столичной области.
Провинция граничит:
- на севере — с провинцией Лос-Андес;
- на востоке — с провинцией Мендоса (Аргентина);
- на юго-западе — с провинцией Качапоаль;
- на западе — провинциями Майпо и Сантьяго.

## Административное деление
Провинция включает в себя 3 коммуны:
- Пуэнте-Альто. Административный центр — Пуэнте-Альто.
- Сан-Хосе-де-Майпо. Административный центр — Сан-Хосе-де-Майпо.
- Пирке . Административный центр — Пирке.

## Демография
Согласно сведениям, собранным в ходе переписи 2017 г. Национальным институтом статистики (INE),  население провинции составляет:
| Полное население                            | Полное население                            | Полное население                            | Полное население                            | Полное население                            | 612 816 |
| ------------------------------------------- | ------------------------------------------- | ------------------------------------------- | ------------------------------------------- | ------------------------------------------- | ------- |
| в том числе:                                | Городское население                         | 590 972                                     | Процент городского населения, %             | 96,44                                       |         |
|                                             | Сельское население                          | 21 844                                      | Процент сельского населения, %              | 3,56                                        |         |
|                                             | Мужское население                           | 298 437                                     | Процент мужского населения, %               | 48,70                                       |         |
|                                             | Женское население                           | 314 379                                     | Процент женского населения, %               | 51,30                                       |         |
| Плотность населения, чел/км²                | Плотность населения, чел/км²                | Плотность населения, чел/км²                | Плотность населения, чел/км²                | Плотность населения, чел/км²                | 111,28  |
| Население провинции в % к населению области | Население провинции в % к населению области | Население провинции в % к населению области | Население провинции в % к населению области | Население провинции в % к населению области | 8,62    |

| Динамика изменения населения провинции | Динамика изменения населения провинции | Динамика изменения населения провинции | Динамика изменения населения провинции |
| -------------------------------------- | -------------------------------------- | -------------------------------------- | -------------------------------------- |
| 1992                                   | 2002                                   | 2012                                   | 2017                                   |
| 277 687                                | 522 856▲                               | 618 667▲                               | 612 816▼                               |